# Quarriors!
Quarriors! ist ein Dice-Building-Spiel der Autoren Eric M. Lang und Mike Elliot für zwei bis vier Personen. Das Spiel wurde 2011 von dem amerikanischen Verlag WizKids herausgegeben, in Deutschland wird es seit 2011 durch Pegasus Spiele verlegt.

## Thema und Ausstattung
Bei dem Spiel übernimmt man die Rolle eines Quarriors und versucht mit Hilfe eines Würfelpools Monster zu beschwören und dadurch Siegpunkte zu erringen. Dabei kann man, wie bei einem Deck-Building-Spiel, jede Runde neue Würfel kaufen, welche dem persönlichen Vorrat hinzugefügt werden.
Das Spielmaterial besteht neben der Spieleanleitung aus
- 130 Würfeln,
- 53 Powerkarten,
- einer Siegpunktetafel mit 4 Siegpunktmarkern und
- 4 Würfelbeuteln.

## Spielweise
Zur Spielvorbereitung werden die Kreaturenkarten und Zauberkarten getrennt voneinander gemischt. Dann werden zufällig Monsterkarten aufgedeckt bis 7 verschiedene Monsterklassen ausliegen. Mit den Zauberkarten wird ebenso verfahren, allerdings werden hiervon nur 4 aufgedeckt. Dann werden die entsprechenden Würfel auf die Karten gelegt. Zusätzlich werden die Standardkarten „Unterstützer“, „Grundkraft“ und „Portal“ aufgelegt. Dann erhält jeder Spieler einen Würfelbeutel, sowie 8 Grundkraftwürfel und 4 Unterstützerwürfel.
Phasen pro Runde
- Kreaturen werten
- Würfel ziehen, würfeln und bereitstellen
- Gegner angreifen
- Einen neuen Würfel kaufen

Das Spiel läuft so lange, bis ein Spieler die benötigten Siegpunkte erreicht hat. Diese sind von der Anzahl der Spieler abhängig.
Der Startspieler beginnt seine Runde, indem er die Monster, welche er in der letzten Runde beschworen hat, wertet. Dieser Schritt entfällt in der ersten Runde. Anschließend legt er die gewerteten Monster in den Ablagebereich und zieht 6 neue Würfel aus seinem Würfelbeutel. Sind nicht genügend Würfel vorhanden, so zieht der Spieler die übrigen Würfel und füllt dann den Würfelbeutel mit den Würfeln aus seinem Friedhof wieder auf. Dann zieht er die fehlenden Würfel nach.
Nachdem er die 6 Würfel gewürfelt hat, kann der Spieler nun alle gewürfelten Monster beschwören, insofern er die Kosten bezahlen kann. Zauberwürfel können entweder direkt genutzt, oder für einen späteren Zeitpunkt aufbewahrt werden.
Nun greifen die gerade beschworenen Monster die Monster jedes anderen Spielers reihum an. Dabei wird die Gesamtstärke der eigenen Monster addiert. Der verteidigende Spieler darf sich entscheiden, in welcher Reihenfolge die Monster mit ihrer Widerstandskraft blocken. Wird ein Monster zerstört, so wird es direkt in den Friedhof gelegt. Für jeden Gegner wird die volle Angriffsstärke der Monster verwendet. Sollte der Spieler aus Phase 2 nun noch genügend Währung übrig haben, so kann er sich einen Würfel aus dem allgemeinen Vorrat kaufen und diesen seinem Friedhof hinzufügen. Damit endet seine Runde und der nächste Spieler ist an der Reihe.
Das Spiel endet sofort, wenn ein Spieler nach der Wertung eine der beiden folgenden Siegbedingungen erfüllt:
- Der Spieler besitzt die benötigte Anzahl von Siegpunkten, oder
- Auf mindestens 4 Karten in der Auslage liegen keine Würfel mehr.

Wird nach einer Runde keine der beiden Siegbedingungen erfüllt, wird eine weitere Runde gespielt. Sollte das Spiel enden, weil auf 4 Karten keine Würfel mehr vorhanden sind, so gewinnt der Spieler, der zu diesem Zeitpunkt die meisten Siegpunkte hat. Andernfalls gewinnt der Spieler, welcher zuerst die nötigen Siegpunkte erreicht.

## Erweiterungen
Für Quarriors! gibt es drei Erweiterungen:
- Quarriors! Quarmageddon: Die Erweiterung fügt 26 neue Karten, sowie 40 neue Würfel hinzu. Außerdem werden einige Abläufe vereinfacht und eine neue Spielzone „Verwendet“ hinzugefügt.
- Qarriors! Light vs Dark: Quarriors! Light vs. Dark kann sowohl als Standalone-Spiel, als auch als Erweiterung verwendet werden. Es beinhaltet die Karten und Würfel aus dem Grundspiel, sowie 2 neue Zauberkarten und 6 neue Monster. Weiterhin beinhaltet das Spiel 4 Würfelbeutel, 4 Siegpunktmarker und eine Siegpunkttafel. Die größte Änderung sind neue Währungswürfel, die in einem allgemeinen Pool für alle Spieler zur Verfügung stehen. Neben der Grundkraft aus dem Basisspiel gibt es nun auch noch Light und Dark Grundkraft. Stimmt die Kraft mit der Art des Monsters überein, so ist diese günstiger zu erwerben.
- Quarriors! Quest of the Gladiator: Diese Erweiterung bietet 40 neue Würfel mit 6 neuen Kreaturen und 2 neuen Zauberkarten. Außerdem erweitert sie das Spiel um eine neue Spielmechanik, das sogenannte „locken“. Dies erlaubt es einem Spieler ein Monster in seine aktive Zone zu legen, ohne die Kosten bezahlen zu müssen. Zu diesem Zeitpunkt hat das Monster weder Angriff noch Verteidigung, kann aber seine „Lockfähigkeit“ nutzen. Eine Kreatur kann „unlocked“ werden, wenn sie durch eine andere Kreatur ersetzt wird, oder ein Gegner 2 Grundkaft bezahlt.

## Auszeichnungen
- 2013 Origins Awards Best Family, Party or Children’s Game Winner
- 2012 Golden Geek Most Innovative Board Game Nominee
- 2011/2012 Boardgames Australia Awards Best International Game Nominee
- 2011 Japan Boardgame Prize Voters’ Selection Nominee
- 2011 Golden Geek Most Innovative Board Game Nominee
- 2011 Golden Geek Best Family Board Game Nominee